# تترای سرآتشی
تترای سرآتشی (Hemigrammus rhodostomus) یک گونه از ماهیان گرمسیری آب شیرین کاراسین‌ها است. منشأ و خاستگاه این ماهی جنوب آمریکا، و یکی از ماهی‌های محبوب در میان دوستداران ماهی و آکواریوم است. این ماهی دارای پوزه‌ای قرمز و نقطه‌های سیاه بر روی دم است. در بازار ایران با نام تترا رامینوز نیز شناخته می‌شود.

## پراکنش

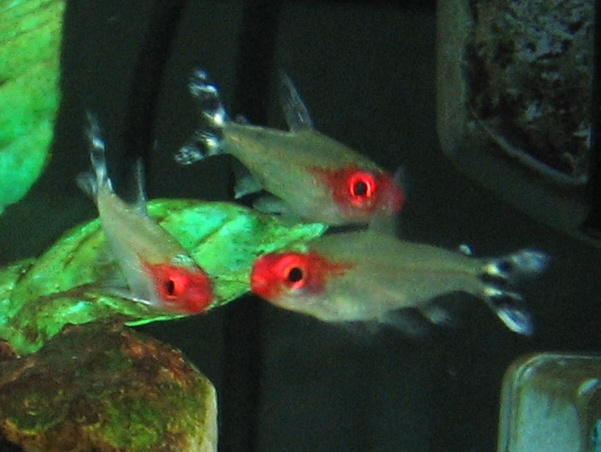
تترای سرآتشی

سه گونه مختلف این ماهی که به عنوان تترای سرآتشی شناخته می‌شوند، دارای پراکنش زیر هستند:
Hemigrammus rhodostomus: برزیل و ونزوئلا، در حوزه پایین آمازون در ایالت پارا و رودخانه اورینوکو.
Hemigrammus bleheri: حوضه‌های ریو نگرو و ریو متا (عکس نشان‌داده‌شده در اینجا مربوط به گروهی از H. bleheri است که توسط Heiko Bleher در سال ۱۹۶۵ کشف شد)
Petitella georgiae: حوضه آمازون فوقانی در پرو، ریو پوروس، ریو نگرو و ریو مادیرا (که در واردات ماهی آکواریومی از پرو در اواخر دهه ۱۹۵۰ در سوئیس توسط H. Boutiere پیدا شده است).